# Цеплер, Эрих Эрнест
Эрих Эрнест Цеплер (англ. Erich Ernest Zepler; 27 января 1898, Херфорд — 13 мая 1980, Лондон) — английский шахматный композитор немецкого происхождения; международный мастер (1973) и международный арбитр (1957) по шахматной композиции, теоретик логической школы в задачной композиции.
Один из авторов темы Цеплера—Тертона. Преподаватель. До 1935 жил в Германии. С 1915 составил около 800 задач (преимущественно трёх- и многоходовки), многие из них отмечены отличиями на конкурсах, в том числе 30 первыми и свыше 50 — вторыми призами. Композиции Цеплера отличаются тонким вкусом, глубиной и остротой замыслов.

## Задачи
|   | a | b | c | d | e | f | g | h |   |
| - | --- | --- | --- | --- | --- | --- | --- | --- | - |
| 8 | a8 чёрная ладья · b8 чёрный конь · h8 чёрный слон · e6 чёрная пешка · f6 чёрная пешка · g6 белый король · a5 чёрная пешка · c3 чёрная пешка · b2 чёрная пешка · a1 чёрный король · b1 белый слон · h1 белый ферзь | a8 чёрная ладья · b8 чёрный конь · h8 чёрный слон · e6 чёрная пешка · f6 чёрная пешка · g6 белый король · a5 чёрная пешка · c3 чёрная пешка · b2 чёрная пешка · a1 чёрный король · b1 белый слон · h1 белый ферзь | a8 чёрная ладья · b8 чёрный конь · h8 чёрный слон · e6 чёрная пешка · f6 чёрная пешка · g6 белый король · a5 чёрная пешка · c3 чёрная пешка · b2 чёрная пешка · a1 чёрный король · b1 белый слон · h1 белый ферзь | a8 чёрная ладья · b8 чёрный конь · h8 чёрный слон · e6 чёрная пешка · f6 чёрная пешка · g6 белый король · a5 чёрная пешка · c3 чёрная пешка · b2 чёрная пешка · a1 чёрный король · b1 белый слон · h1 белый ферзь | a8 чёрная ладья · b8 чёрный конь · h8 чёрный слон · e6 чёрная пешка · f6 чёрная пешка · g6 белый король · a5 чёрная пешка · c3 чёрная пешка · b2 чёрная пешка · a1 чёрный король · b1 белый слон · h1 белый ферзь | a8 чёрная ладья · b8 чёрный конь · h8 чёрный слон · e6 чёрная пешка · f6 чёрная пешка · g6 белый король · a5 чёрная пешка · c3 чёрная пешка · b2 чёрная пешка · a1 чёрный король · b1 белый слон · h1 белый ферзь | a8 чёрная ладья · b8 чёрный конь · h8 чёрный слон · e6 чёрная пешка · f6 чёрная пешка · g6 белый король · a5 чёрная пешка · c3 чёрная пешка · b2 чёрная пешка · a1 чёрный король · b1 белый слон · h1 белый ферзь | a8 чёрная ладья · b8 чёрный конь · h8 чёрный слон · e6 чёрная пешка · f6 чёрная пешка · g6 белый король · a5 чёрная пешка · c3 чёрная пешка · b2 чёрная пешка · a1 чёрный король · b1 белый слон · h1 белый ферзь | 8 |
| 7 | a8 чёрная ладья · b8 чёрный конь · h8 чёрный слон · e6 чёрная пешка · f6 чёрная пешка · g6 белый король · a5 чёрная пешка · c3 чёрная пешка · b2 чёрная пешка · a1 чёрный король · b1 белый слон · h1 белый ферзь | a8 чёрная ладья · b8 чёрный конь · h8 чёрный слон · e6 чёрная пешка · f6 чёрная пешка · g6 белый король · a5 чёрная пешка · c3 чёрная пешка · b2 чёрная пешка · a1 чёрный король · b1 белый слон · h1 белый ферзь | a8 чёрная ладья · b8 чёрный конь · h8 чёрный слон · e6 чёрная пешка · f6 чёрная пешка · g6 белый король · a5 чёрная пешка · c3 чёрная пешка · b2 чёрная пешка · a1 чёрный король · b1 белый слон · h1 белый ферзь | a8 чёрная ладья · b8 чёрный конь · h8 чёрный слон · e6 чёрная пешка · f6 чёрная пешка · g6 белый король · a5 чёрная пешка · c3 чёрная пешка · b2 чёрная пешка · a1 чёрный король · b1 белый слон · h1 белый ферзь | a8 чёрная ладья · b8 чёрный конь · h8 чёрный слон · e6 чёрная пешка · f6 чёрная пешка · g6 белый король · a5 чёрная пешка · c3 чёрная пешка · b2 чёрная пешка · a1 чёрный король · b1 белый слон · h1 белый ферзь | a8 чёрная ладья · b8 чёрный конь · h8 чёрный слон · e6 чёрная пешка · f6 чёрная пешка · g6 белый король · a5 чёрная пешка · c3 чёрная пешка · b2 чёрная пешка · a1 чёрный король · b1 белый слон · h1 белый ферзь | a8 чёрная ладья · b8 чёрный конь · h8 чёрный слон · e6 чёрная пешка · f6 чёрная пешка · g6 белый король · a5 чёрная пешка · c3 чёрная пешка · b2 чёрная пешка · a1 чёрный король · b1 белый слон · h1 белый ферзь | a8 чёрная ладья · b8 чёрный конь · h8 чёрный слон · e6 чёрная пешка · f6 чёрная пешка · g6 белый король · a5 чёрная пешка · c3 чёрная пешка · b2 чёрная пешка · a1 чёрный король · b1 белый слон · h1 белый ферзь | 7 |
| 6 | a8 чёрная ладья · b8 чёрный конь · h8 чёрный слон · e6 чёрная пешка · f6 чёрная пешка · g6 белый король · a5 чёрная пешка · c3 чёрная пешка · b2 чёрная пешка · a1 чёрный король · b1 белый слон · h1 белый ферзь | a8 чёрная ладья · b8 чёрный конь · h8 чёрный слон · e6 чёрная пешка · f6 чёрная пешка · g6 белый король · a5 чёрная пешка · c3 чёрная пешка · b2 чёрная пешка · a1 чёрный король · b1 белый слон · h1 белый ферзь | a8 чёрная ладья · b8 чёрный конь · h8 чёрный слон · e6 чёрная пешка · f6 чёрная пешка · g6 белый король · a5 чёрная пешка · c3 чёрная пешка · b2 чёрная пешка · a1 чёрный король · b1 белый слон · h1 белый ферзь | a8 чёрная ладья · b8 чёрный конь · h8 чёрный слон · e6 чёрная пешка · f6 чёрная пешка · g6 белый король · a5 чёрная пешка · c3 чёрная пешка · b2 чёрная пешка · a1 чёрный король · b1 белый слон · h1 белый ферзь | a8 чёрная ладья · b8 чёрный конь · h8 чёрный слон · e6 чёрная пешка · f6 чёрная пешка · g6 белый король · a5 чёрная пешка · c3 чёрная пешка · b2 чёрная пешка · a1 чёрный король · b1 белый слон · h1 белый ферзь | a8 чёрная ладья · b8 чёрный конь · h8 чёрный слон · e6 чёрная пешка · f6 чёрная пешка · g6 белый король · a5 чёрная пешка · c3 чёрная пешка · b2 чёрная пешка · a1 чёрный король · b1 белый слон · h1 белый ферзь | a8 чёрная ладья · b8 чёрный конь · h8 чёрный слон · e6 чёрная пешка · f6 чёрная пешка · g6 белый король · a5 чёрная пешка · c3 чёрная пешка · b2 чёрная пешка · a1 чёрный король · b1 белый слон · h1 белый ферзь | a8 чёрная ладья · b8 чёрный конь · h8 чёрный слон · e6 чёрная пешка · f6 чёрная пешка · g6 белый король · a5 чёрная пешка · c3 чёрная пешка · b2 чёрная пешка · a1 чёрный король · b1 белый слон · h1 белый ферзь | 6 |
| 5 | a8 чёрная ладья · b8 чёрный конь · h8 чёрный слон · e6 чёрная пешка · f6 чёрная пешка · g6 белый король · a5 чёрная пешка · c3 чёрная пешка · b2 чёрная пешка · a1 чёрный король · b1 белый слон · h1 белый ферзь | a8 чёрная ладья · b8 чёрный конь · h8 чёрный слон · e6 чёрная пешка · f6 чёрная пешка · g6 белый король · a5 чёрная пешка · c3 чёрная пешка · b2 чёрная пешка · a1 чёрный король · b1 белый слон · h1 белый ферзь | a8 чёрная ладья · b8 чёрный конь · h8 чёрный слон · e6 чёрная пешка · f6 чёрная пешка · g6 белый король · a5 чёрная пешка · c3 чёрная пешка · b2 чёрная пешка · a1 чёрный король · b1 белый слон · h1 белый ферзь | a8 чёрная ладья · b8 чёрный конь · h8 чёрный слон · e6 чёрная пешка · f6 чёрная пешка · g6 белый король · a5 чёрная пешка · c3 чёрная пешка · b2 чёрная пешка · a1 чёрный король · b1 белый слон · h1 белый ферзь | a8 чёрная ладья · b8 чёрный конь · h8 чёрный слон · e6 чёрная пешка · f6 чёрная пешка · g6 белый король · a5 чёрная пешка · c3 чёрная пешка · b2 чёрная пешка · a1 чёрный король · b1 белый слон · h1 белый ферзь | a8 чёрная ладья · b8 чёрный конь · h8 чёрный слон · e6 чёрная пешка · f6 чёрная пешка · g6 белый король · a5 чёрная пешка · c3 чёрная пешка · b2 чёрная пешка · a1 чёрный король · b1 белый слон · h1 белый ферзь | a8 чёрная ладья · b8 чёрный конь · h8 чёрный слон · e6 чёрная пешка · f6 чёрная пешка · g6 белый король · a5 чёрная пешка · c3 чёрная пешка · b2 чёрная пешка · a1 чёрный король · b1 белый слон · h1 белый ферзь | a8 чёрная ладья · b8 чёрный конь · h8 чёрный слон · e6 чёрная пешка · f6 чёрная пешка · g6 белый король · a5 чёрная пешка · c3 чёрная пешка · b2 чёрная пешка · a1 чёрный король · b1 белый слон · h1 белый ферзь | 5 |
| 4 | a8 чёрная ладья · b8 чёрный конь · h8 чёрный слон · e6 чёрная пешка · f6 чёрная пешка · g6 белый король · a5 чёрная пешка · c3 чёрная пешка · b2 чёрная пешка · a1 чёрный король · b1 белый слон · h1 белый ферзь | a8 чёрная ладья · b8 чёрный конь · h8 чёрный слон · e6 чёрная пешка · f6 чёрная пешка · g6 белый король · a5 чёрная пешка · c3 чёрная пешка · b2 чёрная пешка · a1 чёрный король · b1 белый слон · h1 белый ферзь | a8 чёрная ладья · b8 чёрный конь · h8 чёрный слон · e6 чёрная пешка · f6 чёрная пешка · g6 белый король · a5 чёрная пешка · c3 чёрная пешка · b2 чёрная пешка · a1 чёрный король · b1 белый слон · h1 белый ферзь | a8 чёрная ладья · b8 чёрный конь · h8 чёрный слон · e6 чёрная пешка · f6 чёрная пешка · g6 белый король · a5 чёрная пешка · c3 чёрная пешка · b2 чёрная пешка · a1 чёрный король · b1 белый слон · h1 белый ферзь | a8 чёрная ладья · b8 чёрный конь · h8 чёрный слон · e6 чёрная пешка · f6 чёрная пешка · g6 белый король · a5 чёрная пешка · c3 чёрная пешка · b2 чёрная пешка · a1 чёрный король · b1 белый слон · h1 белый ферзь | a8 чёрная ладья · b8 чёрный конь · h8 чёрный слон · e6 чёрная пешка · f6 чёрная пешка · g6 белый король · a5 чёрная пешка · c3 чёрная пешка · b2 чёрная пешка · a1 чёрный король · b1 белый слон · h1 белый ферзь | a8 чёрная ладья · b8 чёрный конь · h8 чёрный слон · e6 чёрная пешка · f6 чёрная пешка · g6 белый король · a5 чёрная пешка · c3 чёрная пешка · b2 чёрная пешка · a1 чёрный король · b1 белый слон · h1 белый ферзь | a8 чёрная ладья · b8 чёрный конь · h8 чёрный слон · e6 чёрная пешка · f6 чёрная пешка · g6 белый король · a5 чёрная пешка · c3 чёрная пешка · b2 чёрная пешка · a1 чёрный король · b1 белый слон · h1 белый ферзь | 4 |
| 3 | a8 чёрная ладья · b8 чёрный конь · h8 чёрный слон · e6 чёрная пешка · f6 чёрная пешка · g6 белый король · a5 чёрная пешка · c3 чёрная пешка · b2 чёрная пешка · a1 чёрный король · b1 белый слон · h1 белый ферзь | a8 чёрная ладья · b8 чёрный конь · h8 чёрный слон · e6 чёрная пешка · f6 чёрная пешка · g6 белый король · a5 чёрная пешка · c3 чёрная пешка · b2 чёрная пешка · a1 чёрный король · b1 белый слон · h1 белый ферзь | a8 чёрная ладья · b8 чёрный конь · h8 чёрный слон · e6 чёрная пешка · f6 чёрная пешка · g6 белый король · a5 чёрная пешка · c3 чёрная пешка · b2 чёрная пешка · a1 чёрный король · b1 белый слон · h1 белый ферзь | a8 чёрная ладья · b8 чёрный конь · h8 чёрный слон · e6 чёрная пешка · f6 чёрная пешка · g6 белый король · a5 чёрная пешка · c3 чёрная пешка · b2 чёрная пешка · a1 чёрный король · b1 белый слон · h1 белый ферзь | a8 чёрная ладья · b8 чёрный конь · h8 чёрный слон · e6 чёрная пешка · f6 чёрная пешка · g6 белый король · a5 чёрная пешка · c3 чёрная пешка · b2 чёрная пешка · a1 чёрный король · b1 белый слон · h1 белый ферзь | a8 чёрная ладья · b8 чёрный конь · h8 чёрный слон · e6 чёрная пешка · f6 чёрная пешка · g6 белый король · a5 чёрная пешка · c3 чёрная пешка · b2 чёрная пешка · a1 чёрный король · b1 белый слон · h1 белый ферзь | a8 чёрная ладья · b8 чёрный конь · h8 чёрный слон · e6 чёрная пешка · f6 чёрная пешка · g6 белый король · a5 чёрная пешка · c3 чёрная пешка · b2 чёрная пешка · a1 чёрный король · b1 белый слон · h1 белый ферзь | a8 чёрная ладья · b8 чёрный конь · h8 чёрный слон · e6 чёрная пешка · f6 чёрная пешка · g6 белый король · a5 чёрная пешка · c3 чёрная пешка · b2 чёрная пешка · a1 чёрный король · b1 белый слон · h1 белый ферзь | 3 |
| 2 | a8 чёрная ладья · b8 чёрный конь · h8 чёрный слон · e6 чёрная пешка · f6 чёрная пешка · g6 белый король · a5 чёрная пешка · c3 чёрная пешка · b2 чёрная пешка · a1 чёрный король · b1 белый слон · h1 белый ферзь | a8 чёрная ладья · b8 чёрный конь · h8 чёрный слон · e6 чёрная пешка · f6 чёрная пешка · g6 белый король · a5 чёрная пешка · c3 чёрная пешка · b2 чёрная пешка · a1 чёрный король · b1 белый слон · h1 белый ферзь | a8 чёрная ладья · b8 чёрный конь · h8 чёрный слон · e6 чёрная пешка · f6 чёрная пешка · g6 белый король · a5 чёрная пешка · c3 чёрная пешка · b2 чёрная пешка · a1 чёрный король · b1 белый слон · h1 белый ферзь | a8 чёрная ладья · b8 чёрный конь · h8 чёрный слон · e6 чёрная пешка · f6 чёрная пешка · g6 белый король · a5 чёрная пешка · c3 чёрная пешка · b2 чёрная пешка · a1 чёрный король · b1 белый слон · h1 белый ферзь | a8 чёрная ладья · b8 чёрный конь · h8 чёрный слон · e6 чёрная пешка · f6 чёрная пешка · g6 белый король · a5 чёрная пешка · c3 чёрная пешка · b2 чёрная пешка · a1 чёрный король · b1 белый слон · h1 белый ферзь | a8 чёрная ладья · b8 чёрный конь · h8 чёрный слон · e6 чёрная пешка · f6 чёрная пешка · g6 белый король · a5 чёрная пешка · c3 чёрная пешка · b2 чёрная пешка · a1 чёрный король · b1 белый слон · h1 белый ферзь | a8 чёрная ладья · b8 чёрный конь · h8 чёрный слон · e6 чёрная пешка · f6 чёрная пешка · g6 белый король · a5 чёрная пешка · c3 чёрная пешка · b2 чёрная пешка · a1 чёрный король · b1 белый слон · h1 белый ферзь | a8 чёрная ладья · b8 чёрный конь · h8 чёрный слон · e6 чёрная пешка · f6 чёрная пешка · g6 белый король · a5 чёрная пешка · c3 чёрная пешка · b2 чёрная пешка · a1 чёрный король · b1 белый слон · h1 белый ферзь | 2 |
| 1 | a8 чёрная ладья · b8 чёрный конь · h8 чёрный слон · e6 чёрная пешка · f6 чёрная пешка · g6 белый король · a5 чёрная пешка · c3 чёрная пешка · b2 чёрная пешка · a1 чёрный король · b1 белый слон · h1 белый ферзь | a8 чёрная ладья · b8 чёрный конь · h8 чёрный слон · e6 чёрная пешка · f6 чёрная пешка · g6 белый король · a5 чёрная пешка · c3 чёрная пешка · b2 чёрная пешка · a1 чёрный король · b1 белый слон · h1 белый ферзь | a8 чёрная ладья · b8 чёрный конь · h8 чёрный слон · e6 чёрная пешка · f6 чёрная пешка · g6 белый король · a5 чёрная пешка · c3 чёрная пешка · b2 чёрная пешка · a1 чёрный король · b1 белый слон · h1 белый ферзь | a8 чёрная ладья · b8 чёрный конь · h8 чёрный слон · e6 чёрная пешка · f6 чёрная пешка · g6 белый король · a5 чёрная пешка · c3 чёрная пешка · b2 чёрная пешка · a1 чёрный король · b1 белый слон · h1 белый ферзь | a8 чёрная ладья · b8 чёрный конь · h8 чёрный слон · e6 чёрная пешка · f6 чёрная пешка · g6 белый король · a5 чёрная пешка · c3 чёрная пешка · b2 чёрная пешка · a1 чёрный король · b1 белый слон · h1 белый ферзь | a8 чёрная ладья · b8 чёрный конь · h8 чёрный слон · e6 чёрная пешка · f6 чёрная пешка · g6 белый король · a5 чёрная пешка · c3 чёрная пешка · b2 чёрная пешка · a1 чёрный король · b1 белый слон · h1 белый ферзь | a8 чёрная ладья · b8 чёрный конь · h8 чёрный слон · e6 чёрная пешка · f6 чёрная пешка · g6 белый король · a5 чёрная пешка · c3 чёрная пешка · b2 чёрная пешка · a1 чёрный король · b1 белый слон · h1 белый ферзь | a8 чёрная ладья · b8 чёрный конь · h8 чёрный слон · e6 чёрная пешка · f6 чёрная пешка · g6 белый король · a5 чёрная пешка · c3 чёрная пешка · b2 чёрная пешка · a1 чёрный король · b1 белый слон · h1 белый ферзь | 1 |
|   | a | b | c | d | e | f | g | h |   |

Попытка осуществить главный план без подготовки невозможна: 1.Фfl? (с угрозой 2.Сс2+ Кра2 3.Фс4+ Kpa1 4.Фа4#) 1. ...а4! 

Решает 1.Фе1! (с угрозой 2.Cd3+ Кра2 3.Сс4+ Кра3 4.Ф:с3+) 1. ... f5 2.Фf1 а4, теперь белые вскрывают линию «f» — 3.С:f5+ Kpa2 4.С:е6+ Кра3 5.Фf8x

## Книги
- Problemkunst im 20. Jahrhundert, В., 1957 (соавтор);
- Im Banne des Schachproblems, 3 Auflage, В.- N. Y., 1982 (соавтор).